# Resolució 2218 del Consell de Seguretat de les Nacions Unides
La Resolució 2218 del Consell de Seguretat de les Nacions Unides, adoptada per unanimitat el 28 d'abril de 2015 després de reafirmar totes les resolucions anteriors del Sàhara Occidental i en particular les resolucions 1754, 1783, 1813 i 1871, 1920, i 2044 el consell va ampliar el mandat de la Missió de Nacions Unides pel Referèndum al Sàhara Occidental (MINURSO) per un any fins al 30 d'abril de 2016.
El Marroc va prendre iniciatives per enfortir el Consell Nacional dels Drets Humans a Dakhla i Al-Aaiun. Aquestes dues ciutats són a la part del Sàhara Occidental ocupada pel Marroc. També hi havia plans de l'Alt Comissionat per als Refugiats en curs per acollir millor els refugiats de la zona. Això era especialment necessari en el camps de refugiats de la província de Tindouf, al sud-oest d'Algèria.
Tant Marroc com el Front Polisario volien seguir treballant en la preparació de la cinquena ronda de negociacions.